# Blepharepium fuscipennis
Blepharepium fuscipennis là một loài ruồi trong họ Asilidae. Blepharepium fuscipennis được Macquart miêu tả năm 1834.